# Aïn El Hadjel
Aïn El Hadjel è un comune dell'Algeria, situato nella provincia di M'Sila.